# Ectopatria dimidiata
Ectopatria dimidiata är en fjärilsart som beskrevs av Embrik Strand 1924. Ectopatria dimidiata ingår i släktet Ectopatria och familjen nattflyn. Inga underarter finns listade i Catalogue of Life.